# Staines Town FC

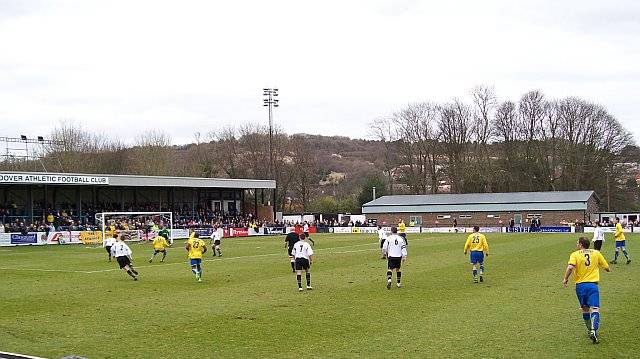
Uitwedstrijd bij Dover Athletic FC.

Staines Town FC is een Engelse voetbalclub, uit Staines, Surrey.

## Geschiedenis
De club werd opgericht in 1892 en heeft verschillende namen aangenomen, waaronder Staines FC, Staines Albany FC totdat ze opgedoekt werd in 1935. Nog voor de Tweede Wereldoorlog werd de club heropgericht onder de naam Staines.
In 1953 richtte de club de Hellenic League mee op. In 1956 finishten ze daarin tweede. In 1958 traden ze toe tot de Spartan League waarin ze twee jaar later kampioen werden. Nadat ze in 1971 tweede werden, gingen ze naar de Athenian League, waarin ze onmiddellijk met een recordaantal punten kampioen werden.
Hierna kwamen ze terecht in de Isthmian League Division One in 1973. In hun tweede seizoen promoveerde de ploeg naar de Premier Division. Hier draaiden ze zonder al te veel problemen in mee tot in 1984 totdat ze teruggezet werden naar Division One omwille van problemen met het stadion. Vijf jaar later kwamen ze echter terug in de Premier Division maar in 1993 degradeerden ze opnieuw. In 1996 wonnen ze in Division One opnieuw promotie maar keerden een jaar later alweer terug.
In 2003/04 wist de ploeg te promoveren naar de Premier Division. In 2009 werd de club tweede achter Dover Athletic en promoveerde zo naar de Conference South.